# Ercole d'oro
L'Ercole d'oro-Premio Internazionale all'innovazione è stato un prestigioso premio internazionale consegnato alle aziende e personalità che più si erano distinte nell'ambito dell'innovazione e per il fattivo contributo a favore del benessere della nazione. Il conferimento del premio avveniva in Campidoglio a Roma.

## Premio
Il riconoscimento era la raffigurazione di un Ercole in oro con la clava poggiata di fianco e targa d'oro, prendendo ispirazione dall'Ercole del Foro Boario.

## Caratteristiche
L'Oscar veniva assegnato su iniziativa dell'Accademia Internazionale per le Scienze Economiche e Sociali (AISES)